# Plajuc
Plajuc (ukrajinsky Плаюць, rumunsky Plăiuț) je osada obce Vodycja, ve velkobočkovské venkovské komunitě, v okrese Rachov, v Zakarpatské oblasti Ukrajiny. V roce 2025 zde žilo 882 obyvatel.
V obci se nachází základní škola ( I. až III. ročník) s rumunským vyučovacím jazykem. Na území obce se nachází lyžařské rekreační středisko "Plajuc". 

## Obyvatelstvo
V roce 2001 zde žilo 880 obyvatel.

### Rozložení obyvatelstva podle rodného jazyka
| Jazyk        | Jazyk   |
| ------------ | ------- |
| Rumunština   | 78,23 % |
| Ukrajinština | 20,63 % |
| Moldavština  | 0,79 %  |
| Ruština      | 0,34 %  |

Pozn.: Podle sčítání lidu v roce 2001.